# Mandevilla pycnantha
Mandevilla pycnantha är en oleanderväxtart som först beskrevs av Ernst Gottlieb von Steudel, och fick sitt nu gällande namn av R. E. Woodson. Mandevilla pycnantha ingår i släktet Mandevilla och familjen oleanderväxter. Inga underarter finns listade i Catalogue of Life.